# Сапрыновичи
Сапрыновичи (бел. Сапрынавічы) — деревня в Мстиславском районе Могилёвской области Белоруссии. Административный центр Сапрыновичского сельсовета.

## География
Деревня находится в северо-восточной части Могилёвской области, в пределах Оршанско-Могилёвской равнины, на расстоянии примерно 2 километров (по прямой) к востоку от Мстиславля, административного центра района. Абсолютная высота — 174 метра над уровнем моря. К северу от Сапрыновичей проходит республиканская автодорога Р73.

## История
В конце XVIII века деревня входила в состав Мстиславского воеводства Великого княжества Литовского.
Согласно «Списку населенных мест Могилёвской губернии» 1910 года издания населённый пункт входил в состав Саприновичского сельского общества Ослянской волости Мстиславского уезда Могилёвской губернии. В деревне имелось 69 дворов и проживало 474 человека (230 мужчин и 244 женщины).

## Население
По данным переписи 2009 года, в деревне проживало 246 человек.